# Luigi Riccio
Luigi Riccio (Nápoles, Italia, 28 de diciembre de 1977) es un exfutbolista y entrenador italiano. Se desempeñaba como centrocampista y actualmente es el segundo entrenador del Valencia C.F de Primera división de España.

## Trayectoria

### Como jugador
Debutó en el Giarre, en 1993. En 1994, fue adquirido por el Perugia, donde permaneció durante tres temporadas en las divisiones inferiores. En 1997, se mudó a Glasgow para jugar en el Rangers, donde militaban también Gennaro Gattuso (quien ya había sido su compañero de equipo en el Perugia), Paul Gascoigne y Brian Laudrup; en la temporada 1998-99, con los Gers ganó la Premier League y la Copa de Escocia. En 1999, fue cedido al Beveren belga.
En marzo de 2000 regresó a Italia: en su país, vistió las camisetas de varios clubes de la Serie B: Pistoiese, Ternana, Ancona, Piacenza (con el que disputó la temporada 2002-03 de la Serie A) y Sassuolo, donde se retiró en el verano de 2011. A lo largo de su carrera totalizó 412 presencias y 28 goles.

### Como entrenador
Empezó como segundo entrenador del Sion suizo. En junio de 2013, se convirtió en el ayudante de campo de Gattuso en el Palermo. Continuó como asistente de Gattuso en el OFI Creta, el Pisa, las divisiones inferiores y el primer equipo del Milan, y el Napoli.

## Clubes

### Como jugador
| Club             | País    | Año         |
| ---------------- | ------- | ----------- |
| Giarre           | Italia  | 1993 - 1994 |
| Perugia          | Italia  | 1994 - 1997 |
| Rangers          | Escocia | 1997 - 1999 |
| Beveren (cedido) | Bélgica | 1999 - 2000 |
| Pistoiese        | Italia  | 2000 - 2001 |
| Ternana          | Italia  | 2001 - 2002 |
| Ancona (cedido)  | Italia  | 2002        |
| Piacenza         | Italia  | 2002 - 2009 |
| Sassuolo         | Italia  | 2009 - 2011 |

### Como entrenador
| Club                           | País   | Año         |
| ------------------------------ | ------ | ----------- |
| Sion (segundo entrenador)      | Suiza  | 2012 - 2013 |
| Palermo (segundo entrenador)   | Italia | 2013        |
| OFI Creta (segundo entrenador) | Grecia | 2014        |
| Pisa (segundo entrenador)      | Italia | 2015 - 2017 |
| Milan (Inferiores)             | Italia | 2017        |
| Milan (segundo entrenador)     | Italia | 2017 - 2019 |
| Napoli (segundo entrenador)    | Italia | 2020 - act. |